# Сьодерманланд (лен)
Лен Сьодерманланд (на шведски: Södermanlands län) е лен в средна Швеция. Граничи на юг с лен Йостерйотланд, на запад с лен Йоребру, на север с лените Вестманланд, Упсала и Стокхолм, а на изток с Балтийско море. Административен център на лена е град Нюшьопинг.
През XI век тук се изгражда металургичен център.

## Общини в лен Сьодерманланд
В рамките на административното си устройсто, лен Сьодерманланд се разеделя на 9 общини със съответно население към 31 декември 2013 :
|  | - Вингокер (Vingåker) с население 8835 души; - Гнеста (Gnesta) с население 10 409 души; - Ескилстюна (Eskilstuna) с население 99 729 души; - Катринехолм (Katrineholm) с население 32 930 души; - Нюшьопинг (Nyköping) с население 53 038 души; - Оксельосунд (Oxelösund) с население 11 403 души; - Стренгнес (Strängnäs) с население 33 389 души; - Труса (Trosa) с население 11 680 души; - Флен (Flen) с население 16 156 души; |